# Javier Acevedo
Javier Acevedo (Scarborough, 28 januari 1998) is een Canadese zwemmer.

## Carrière
Acevedo nam deel aan de Olympische Jeugdzomerspelen 2014 in Nanking met als beste resultaat een achtste plaats op de 100 meter vrije slag. Op de wereldkampioenschappen zwemmen jeugd 2015 in Singapore behaalde hij de zilveren medaille op de 50 meter rugslag.
Op de Canadian Olympic Swimming Trials 2016 kwalificeerde de Canadees zich, op de 100 meter rugslag, voor de Olympische Zomerspelen 2016 in Rio de Janeiro.

## Internationale toernooien
| Jaar | Olympische Spelen | WK langebaan | WK kortebaan  | PanPacs | Gemenebestspelen | Pan-Ams |
| ---- | ----------------- | ------------ | ------------- | ------- | ---------------- | ------- |
| 2016 | 6-13 augustus     |              | 6-11 december |         |                  |         |

## Persoonlijke records
Bijgewerkt tot en met 9 april 2016
Kortebaan
| Afstand         | Tijd    | Datum            | Plaats     |
| --------------- | ------- | ---------------- | ---------- |
| 100m vrije slag | 48,27   | 7 december 2014  | Toronto    |
| 200m vrije slag | 1.46,12 | 4 december 2015  | Toronto    |
| 50m rugslag     | 23,90   | 17 december 2015 | Unionville |
| 100m rugslag    | 51,63   | 5 december 2015  | Toronto    |
| 200m rugslag    | 1.54,86 | 14 november 2015 | Etobicoke  |
| 200m wisselslag | 1.59,84 | 1 maart 2015     | Brantford  |

Langebaan
| Afstand         | Tijd    | Datum            | Plaats    |
| --------------- | ------- | ---------------- | --------- |
| 100m vrije slag | 49,85   | 2 april 2015     | Toronto   |
| 200m vrije slag | 1.51,03 | 1 april 2015     | Toronto   |
| 50m rugslag     | 25,46   | 28 augustus 2015 | Singapore |
| 100m rugslag    | 53,67   | 6 april 2016     | Toronto   |
| 200m rugslag    | 2.00,19 | 9 april 2016     | Toronto   |
| 200m wisselslag | 2.01,91 | 26 augustus 2015 | Toronto   |